# Порушка-Параня
По́рушка-Пара́ня — уличная русская народная карагодная (плясовая) песня Белгородской области.
Песня исполняется от имени девушки Парани (Параня — уменьшительное от Прасковья), которая признаёт, что любит Ивана за то, что «головушка кудрява» и «бородушка кучерява».
Впервые записана около 1960 года в селе Афанасьевке Алексеевского района Белгородской области, фольклористом Вячеславом Щуровым. Распространена на юго-востоке Белгородской области. В 1984 году вышел клип песни в совместном исполнении ансамблями «Ариэль» и «Русская песня».

## Текст песни
«Белый свет» (Белгородская обл., г. Алексеевка)
Эх ты, Порушка-Параня,

Ты за что любишь Ивана?

Ой да я за то люблю Ивана,

Что головушка кудрява.

Я за то люблю Ивана,

Что головушка кудрява.

Что головушка кудрява,

А бородушка кучерява.

Что головушка кудрява,

А бородушка кучерява.

Кудри вьются до лица,

Люблю Ваню-молодца.

Кудри вьются до лица,

Люблю Ваню-молодца.

Уж как Ванюшка

По горенке похаживает.

Уж как Ванюшка

По горенке похаживает,

Он сапог о сапог

Приколачивает.

Он сапог о сапог

Приколачивает.

Свои грустные речи

Разговаривает.

Свои грустные речи

Разговаривает.

Ох как ты меня, сударушка,

Высушила.

Ох как ты меня, сударушка,

Высушила,

Без морозу, без огня

да сердце вызнобила.

Без морозу, без огня

да сердце вызнобила,

Ой пустила сухоту

да по моем(у) животу.

Ой пустила сухоту

да по моем(у) животу,

Ой рассыпала печаль

по моим ясным очам.

Ой рассыпала печаль

по моим ясным очам,

Присушила черны кудри

ко больной голове.

Присушила черны кудри

ко больной голове,

Да заставила шатать

по чужой стороне.

## Поволжский аналог
Похожую песню в Поволжье записал Н. И. Костомаров, в которой есть такие слова:

Девчонка молода раздогадлива была.

Черноброва, черноглаза парня высушила,

Присушила русы кудри ко буйной голове.

Заставила шататися по чужой стороне,

Приневолила любити чужемужних жен

Чужемужние жены — лебедушки белы,

А моя шельма жена — полынь горькая трава.— «Саратовские губернские ведомости», 1854, № 12, часть неофиц.